# Galaxie lumineuse en infrarouge

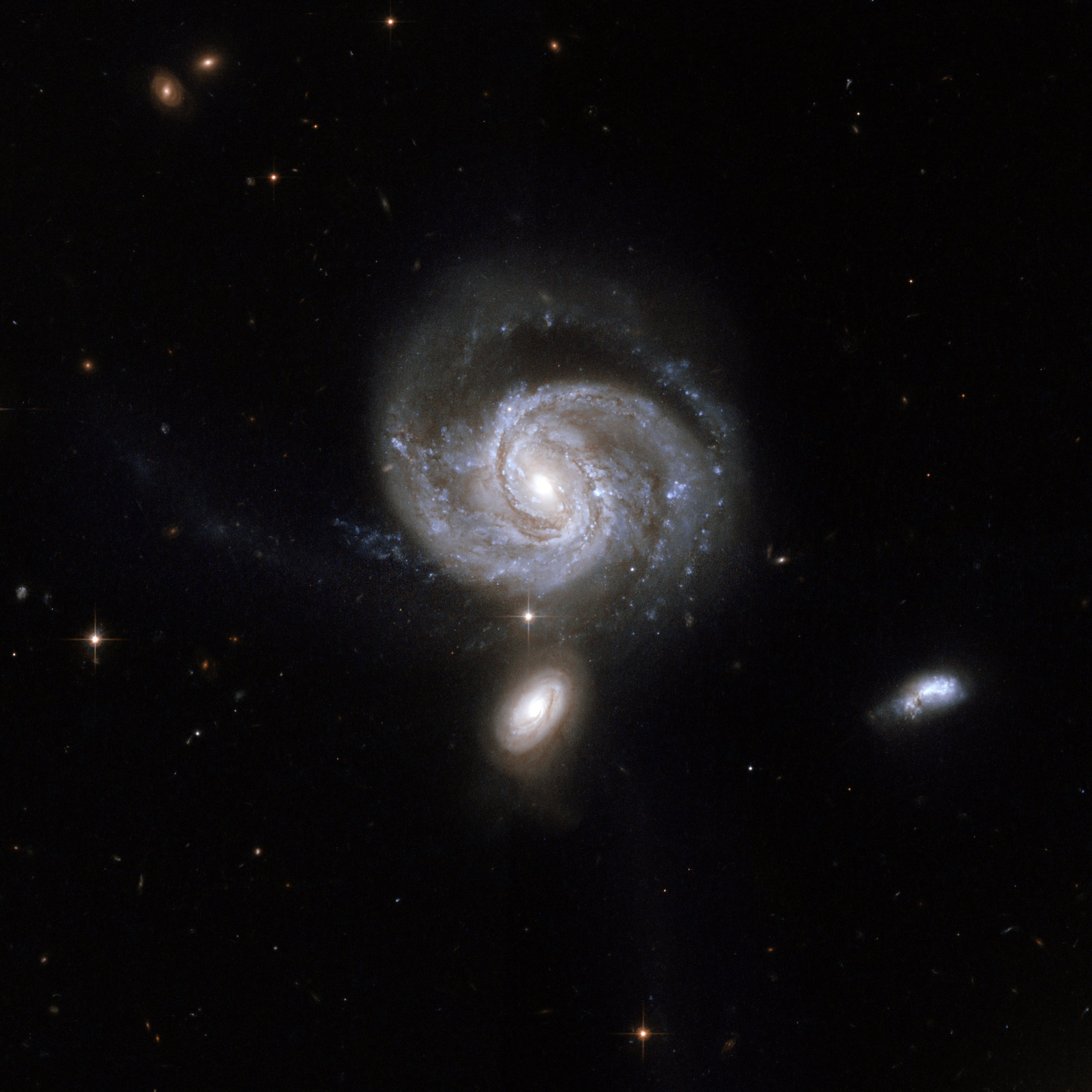
La galaxie spirale NGC 7674, un exemple de galaxie lumineuse en infrarouge (image d'Hubble).

En astronomie, une galaxie lumineuse en infrarouge (LIRG, pour l'anglais luminous infrared galaxy) est une galaxie émettant plus de 1011 fois la luminosité solaire L☉ dans le domaine infrarouge (8-1000 micromètres) du spectre électromagnétique. Un système plus lumineux, émettant plus de 1012 L☉ dans l'infrarouge est appelé galaxie ultra-lumineuse en infrarouge (ULIRG, pour ultraluminous infrared galaxy),,,. Un système encore plus lumineux, émettant plus de 1013 L☉ dans l'infrarouge lointain, est appelé galaxie hyper-lumineuse en infrarouge (HLIRG ou HyLIRG, pour hyperluminous infrared galaxy),,,,. Au-delà de 1014 L☉ dans le domaine infrarouge, on parle de galaxie extrêmement lumineuse en infrarouge (ELIRG, pour extremely luminous infrared galaxy), classe définie par Chao-Wei Tsai et al. en 2015. La majorité des LIRG et des ULIRG émettent au moins 90 % de leur énergie dans l'infrarouge.
La plupart des LIRG et toutes les ULIRG montrent des signes d'interactions ou d'explosions récentes ou en cours. Beaucoup sont des galaxies à sursauts de formation d'étoiles, et certaines contiennent un noyau galactique actif. Les ULIRG sont impliquées dans différents phénomènes astrophysiques intéressants comme la formation de quasars et de galaxies elliptiques. Les exemples proches d'ULIRG sont souvent utilisés comme analogues des galaxies en formation à décalage vers le rouge élevé. Les ULIRG paraissent être plongées dans un halo de matière noire ayant une masse d'environ 10 000 milliards de masses solaires.
Le 21 mai 2015, la NASA rapporte la découverte par le télescope Wide-field Infrared Survey Explorer de WISE J224607.57-052635.0, la galaxie la plus lumineuse connue à ce jour. Avec une luminosité estimée à 3 × 1014 fois la luminosité du Soleil, elle appartient à la classe des galaxies extrêmement lumineuses en infrarouge (ELIRG).

## Quelques exemples
Quelques exemples de très remarquables LIRG, ULIRG, HLIRG et ELIRG
| Galaxie                  | Type  | Magnitude | Luminosité  | Constellation    | AD             | DEC             | Notes                                                           |        |
| ------------------------ | ----- | --------- | ----------- | ---------------- | -------------- | --------------- | --------------------------------------------------------------- | ------ |
| WISE J224607.57-052635.0 | ELIRG |           | 349×1012 L☉ | Verseau          | 22h 46m 07,57s | -05° 26′ 35.0″  | Découverte en 2015, la galaxie la plus lumineuse connue en 2015 | [ 11 ] |
| II Zw 96                 | LIRG  | 15,2      |             | Dauphin          | 20h 57m 23,9s  | +17° 07′ 39″    | Objet où une paire de galaxies fusionnent                       |        |
| NGC 6240                 | ULIRG | 12,8      | 1012 L☉     | Ophiuchus        | 16h 52m 58,9s  | +2° 24′ 03″     | Une galaxie infrarouge voisine bien étudiée                     |        |
| NGC 7674                 | LIRG  | 13,1      | 1011,54 L☉  | Pégase           | 23h 27m 56,7s  | +08° 46′ 45″    | Galaxie spirale                                                 |        |
| Arp 220                  | ULIRG | 13,94     |             | Serpent          | 15h 34m 57,27s | +23° 30′ 10,48″ | Le plus proche ULIRG, fusion en cours de deux galaxies.         |        |
| FSC15307+3253            | ULIRG | 19,8      | 213 L☉      | Couronne boréale | 15h 32m 44,03s | +32° 42′ 46,72″ |                                                                 |        |